# Cubo do Príncipe Ruperto

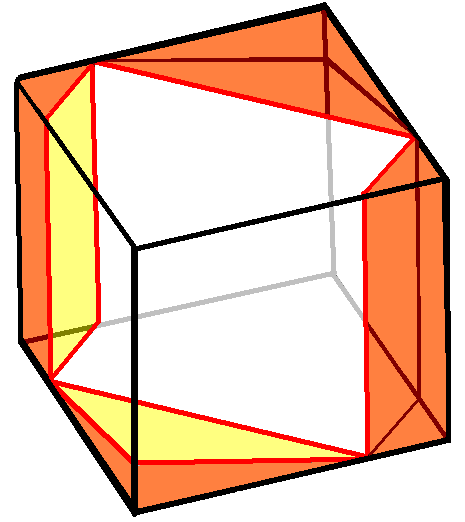
Um cubo unitário com um buraco cortado através dele, grande o bastante para permitir o cubo do Príncipe Ruperto passar.

Em geometria, o cubo do Príncipe Ruperto (nomeado após Ruperto do Reno) é o maior cubo que pode passar em um buraco cortado através de um cubo unitário, i.e. através de um cubo cujos lados têm comprimento 1.